# ملعب ساو جانواريو

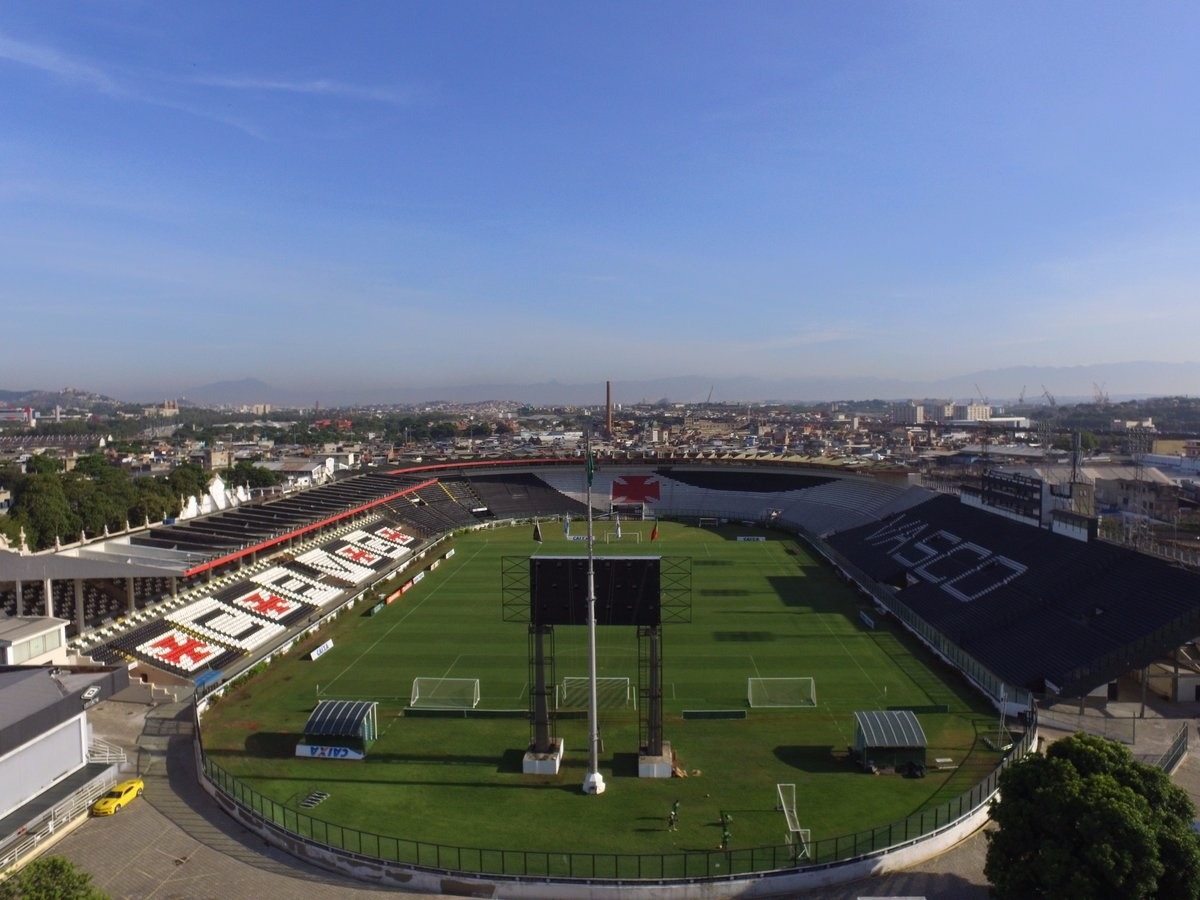

ملعب ساو جانواريو يعرف أيضاً ملعب فاسكو دا غاما هو ملعب كرة قدم يقع في ريو دي جانيرو، البرازيل. تم بناء الملعب بين عامي 1926 و1927 وافتتح في 21 أبريل 1927. يسع الملعب لحوالي 25,000 متفرج. يعتبر الملعب الرسمي لنادي فاسكو دا غاما. من المقرر أن يستضيف الملعب بعض مباريات مسابقة كرة القدم في الألعاب الأولمبية عام 2016 في ريو دي جانيرو.

## وصلات خارجية
- ملاعب العالم (بالبرتغالية)